# クリスタルペプシ

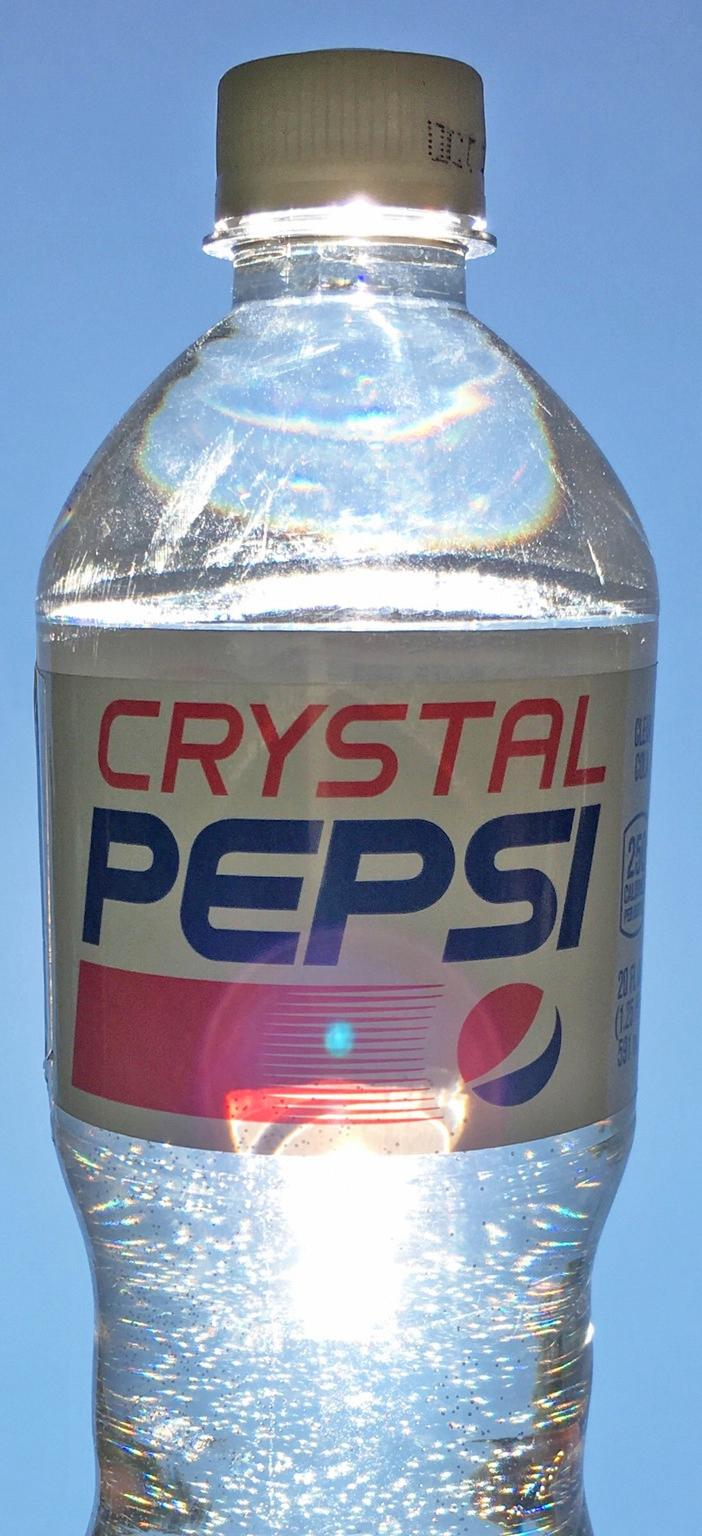

クリスタルペプシ(CRYSTAL PEPSI) は1992年にペプシコ社がアメリカで発売したカフェインフリーの無色透明なコーラである。ノンカロリー版のダイエットクリスタルペプシ(DIET CRYSTAL PEPSI)も存在する。
社運を賭けて開発されたものの、1年で生産中止になる。だがその後もペプシは試験的に1994年にシトラステイストクリスタルペプシ(CITRUS TASTE CRYSTAL PEPSI)を発売するなど、透明コーラの可能性を探っていたようである。
また、ダイエットクリスタルペプシの対抗馬としてコカコーラ社が製造販売したのがタブクリアである。